# Palazzo Ronco
Il Palazzo Ronco è uno storico edificio di Biella in Piemonte.

## Storia
Il palazzo venne eretto nel 1925 secondo i progetti dell'architetto torinese Gottardo Gussoni, già allievo di Pietro Fenoglio.

## Descrizione
L'edificio è caratterizzato da una pianta a "C" con una facciata di rappresentanza sui giardini Zumaglini e un'altra con affaccio su via Mazzini. Presenta uno stile neogotico come richiamato dalle due torri merlate d'angolo, sebbene non sia scevro di elementi neorinascimentali quali cornici e bugnati.